# TuS Mosella Schweich
Der Turn- und Sportverein Mosella Schweich e. V. ist mit 1850 Mitgliedern der größte Sportverein in der Stadt Schweich. Er entstand am 11. August 1946 durch die Fusion der FV Mosella, die im Jahre 1919 entstanden war, und des Turnvereins 1901 Schweich. Die Vereinsfarben sind blau-schwarz.
Der Verein erhielt 2002 die Sportplakette des Bundespräsidenten. Im Jahr 2017 wurde der TuS Mosella in der Kategorie „Fußball digital“ für seinen digitalen Auftritt mit einer Sepp-Herberger-Urkunde ausgezeichnet.
Der Verein hat folgende Abteilungen: Badminton, Ball- und Koordinationsschule, Basketball, Cheerleading, Dart, Fußball, Gesundheitssport, Herzsport-/Coronargruppe, Karate, Leichtathletik, Tanzmäuse, Tennis, Tischtennis, Turnen, Volleyball.

## Abteilung Fußball
Bereits am 4. August 1919 war die Abteilung Fußball als eigenständiger FV Mosella gegründet worden. Heute ist sie mit circa 500 aktiven Mitgliedern die größte Abteilung des Mehrspartenvereins. 70 % der Mitglieder der Abteilung Fußball sind Kinder und Jugendliche.
Die Abteilung Fußball hat vier Seniorenmannschaften im Spielbetrieb. Die erste Mannschaft spielt in der Bezirksliga West, die zweite Mannschaft in der Kreisliga A9, die dritte Mannschaft in der Kreisliga C20 und die vierte Mannschaft in der Reserveklasse 2. Dazu kommt die Altherren-Mannschaft.
In der Saison 1956/57 wurde die erste Fußballmannschaft Meister in der 2. Amateurliga und stieg in die 1. Amateurliga auf. Dort verblieb die Mannschaft bis 1964, als aus den beiden Amateurklassen im Fußballverband Rheinland eine Klasse gebildet wurde. 1965 gelang der Aufstieg in die neue Rheinlandliga, die aber nur ein Jahr gehalten werden konnte. Zuletzt spielte die erste Mannschaft von 2011 bis 2016 in der Rheinlandliga. Seit der Saison 2016/17 spielt die Mannschaft in der Bezirksliga.
Im Junioren-Spielbetrieb unterhält die Abteilung Fußball derzeit 17 Mannschaften.

### Sportplatz am Winzerkeller
Die Fußballmannschaften des Vereins tragen ihre Heimspiele auf dem Sportplatz am Winzerkeller, auch als Stadion am Winzerkeller bekannt aus. Der Zuschauerbereich erlaubt es 2000 Menschen, die Spiele auf dem Kunstrasenplatz zu verfolgen.